# فهرست المپیادهای جهانی ریاضیات

بالا: نشان المپیاد جهانی ریاضی پایین: برندگان بیشترین مدال المپیاد

المپیاد بین‌المللی ریاضی یک رقابت بین‌المللی در سطح بالا در زمینه ریاضیات است که عمدتاً بر ریاضیات پیش دانشگاهی متمرکز است و از قدیمی‌ترین المپیادهای علمی جهان است. دامنه محتوایی آن بیشتر در جبر پیشرفته، هندسه، معادلات توابع و نظریه اعداد است و رشته‌هایی مانند تجزیه و تحلیل کاربردی، حساب دیفرانسیل و انتگرال، نظریهٔ میدان و شاخه‌های دیگری از توپولوژی و جبر مجرد به‌طور کلی در المپیاد وجود ندارد. اولین المپیاد بین‌المللی ریاضی در سال ۱۹۵۹ در رومانی برگزار شد و از آن زمان سالانه برگزار می‌شود. تنها استثنا سال ۱۹۸۰ است که  قرار بود مسابقات در مغولستان برگزار شود ولی به‌دلیل حمله شوروی به افغانستان لغو شد. از آن‌جا که این رقابت در ابتدا برای کشورهای اروپای شرقی شرکت کننده در پیمان ورشو، تحت تأثیر بلوک شرق ایجاد شده بود، رقابت‌های نخستین فقط به میزبانی کشورهای اروپای شرقی برگزار می‌شد ولی به تدریج به کشورهای دیگر نیز گسترش یافت. منابع در مورد شهرهای میزبان برخی از المپیادهای اولیه و تاریخ دقیق وقوع آنها متفاوت است.
در اولین المپیاد بین‌المللی ریاضی (۱۹۵۹ در رومانی)، هفت کشور شامل بلغارستان، چکسلواکی، آلمان شرقی، مجارستان، لهستان، رومانی و اتحاد جماهیر شوروی حضور داشتند که این رقابت با برتری کشور میزبان به پایان رسید. تعداد کشورهای شرکت کننده از آن زمان افزایش یافته‌است: ۱۴ کشور در سال ۱۹۶۹، ۵۰ کشور در ۱۹۸۹ و ۱۰۴ کشور در ۲۰۰۹ شرکت کردند.
کرهٔ شمالی تنها کشوری است که از شرکت در این رقابت‌ها منع شده‌است؛ دلیل این امر تقلب نمایندگان این کشور در ۳۲مین دور رقابت‌ها در ۱۹۹۱ و نیز در ۵۱مین دور رقابت‌ها در سال ۲۰۱۰ بود.
رقابت کنندگان بر اساس نمره فردی رتبه‌بندی می‌شوند. مدال‌ها به رقابت کنندگان با بالاترین رتبه‌ها اعطا می‌شود، به نحوی که اندکی کمتر از نصف آن‌ها یک مدال می‌گیرند. در نتیجه حداقل امتیازات لازم برای دریافت یک مدال طلا، نقره یا برنز به نحوی انتخاب می‌شوند که نسبت طلا به نقره به برنز اعطایی حدوداً ۱ به ۲ به ۳ باشد. رقابت کنندگانی که موفق به کسب مدال نشوند ولی حداقل در یک مسئله هفت نمره به‌دست بیاورند، یک لوح افتخار دریافت می‌کنند.
در ژانویهٔ ۲۰۱۱، شرکت گوگل جهت حمایت از این رقابت‌ها، مبلغ ۱ میلیون یورو به سازمان المپیادهای بین‌المللی ریاضی اهدا کرد.

## فهرست المپیادها

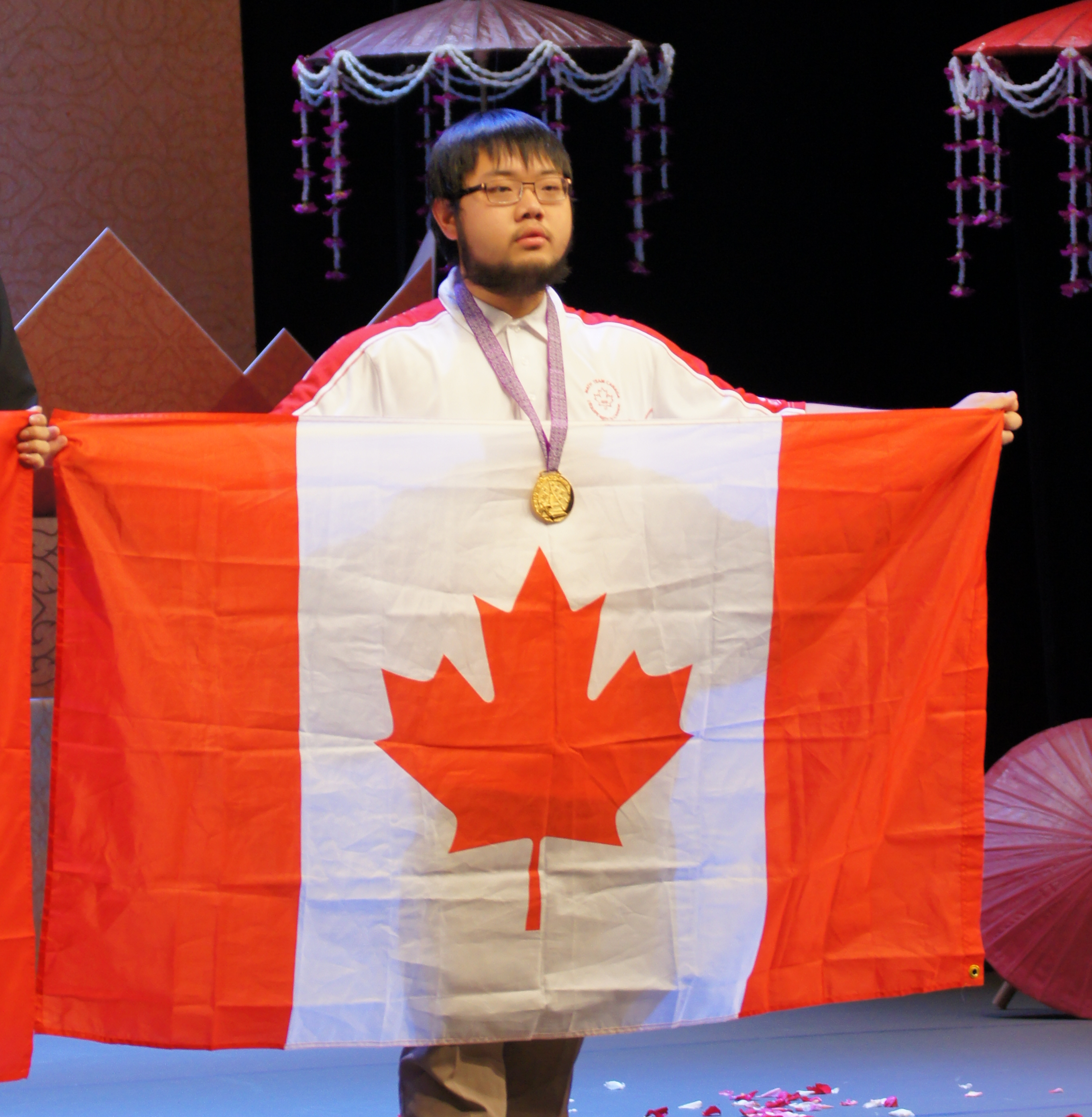
ژاو چون سونگ، موفق‌ترین شرکت کننده در المپیادهای بین‌المللی ریاضی با ۵ مدال طلا و ۱ مدال برنز است.

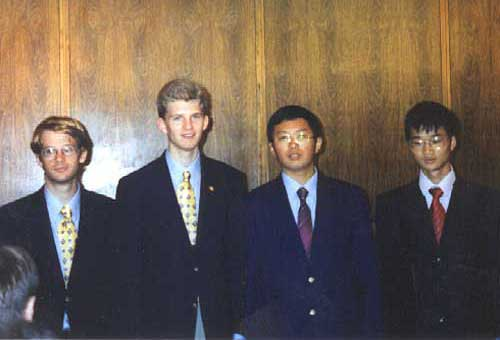
چهار برنده در المپیاد ۲۰۰۱. از چپ به راست: گابریل کارول، رید بارتون (ایالات متحده آمریکا)، ژانگ ژیکیانگ و شیائو لیانگ (چین).

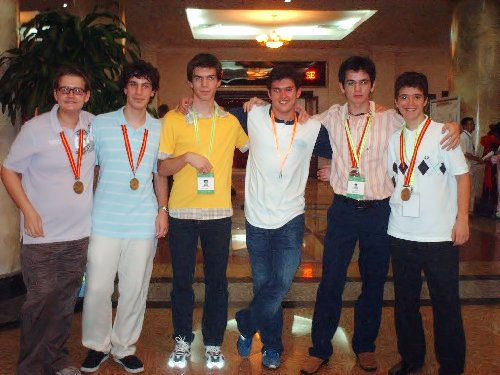
تیم یونان در المپیاد ۲۰۰۷

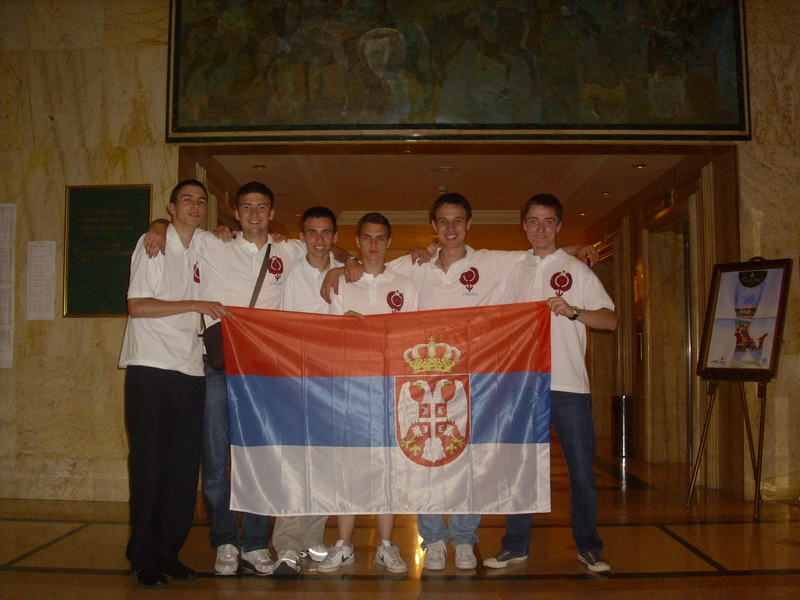
تیم صربستان برای المپیاد ۲۰۱۰

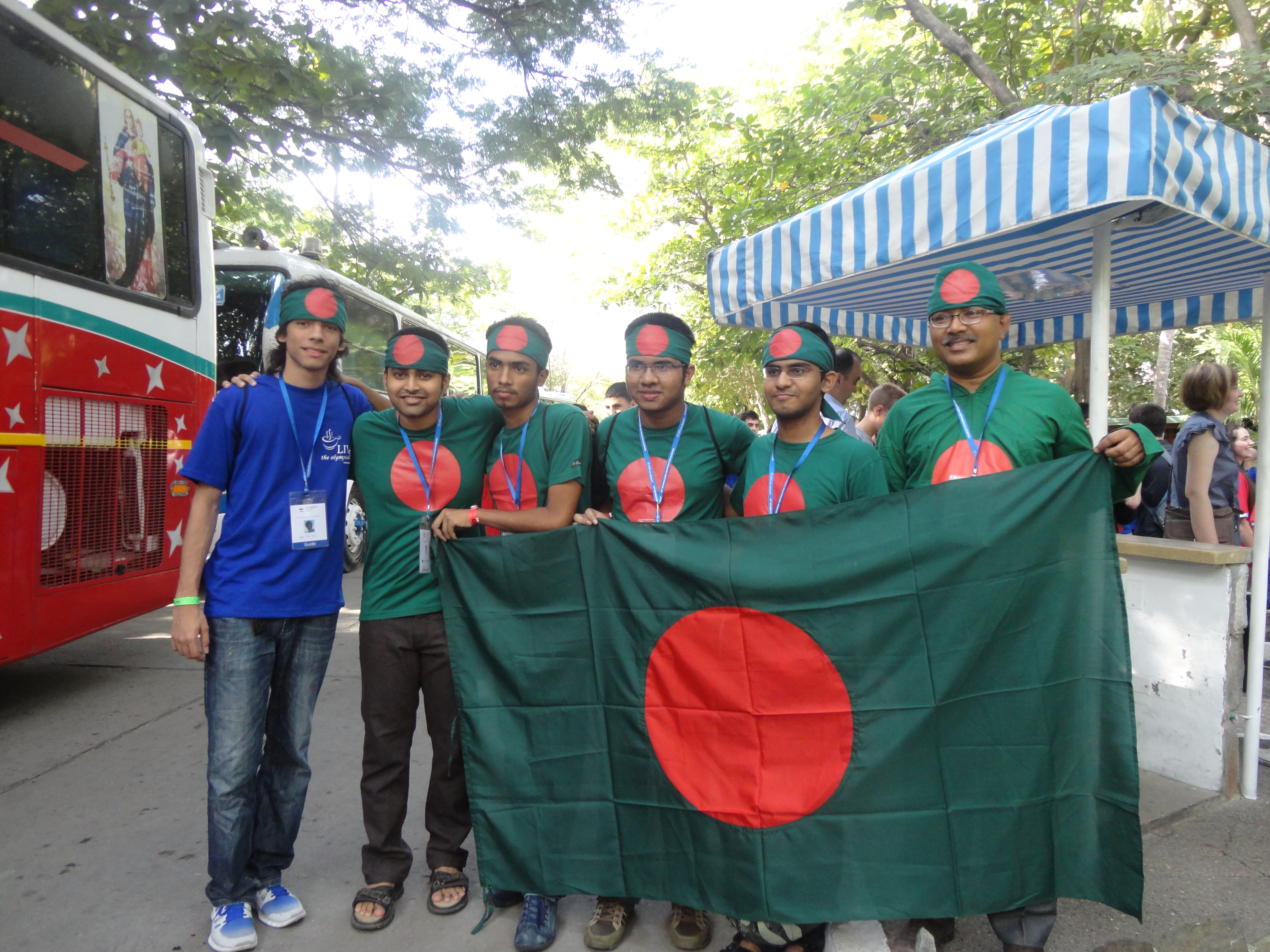
تیم بنگلادش در المپیاد ۲۰۱۳

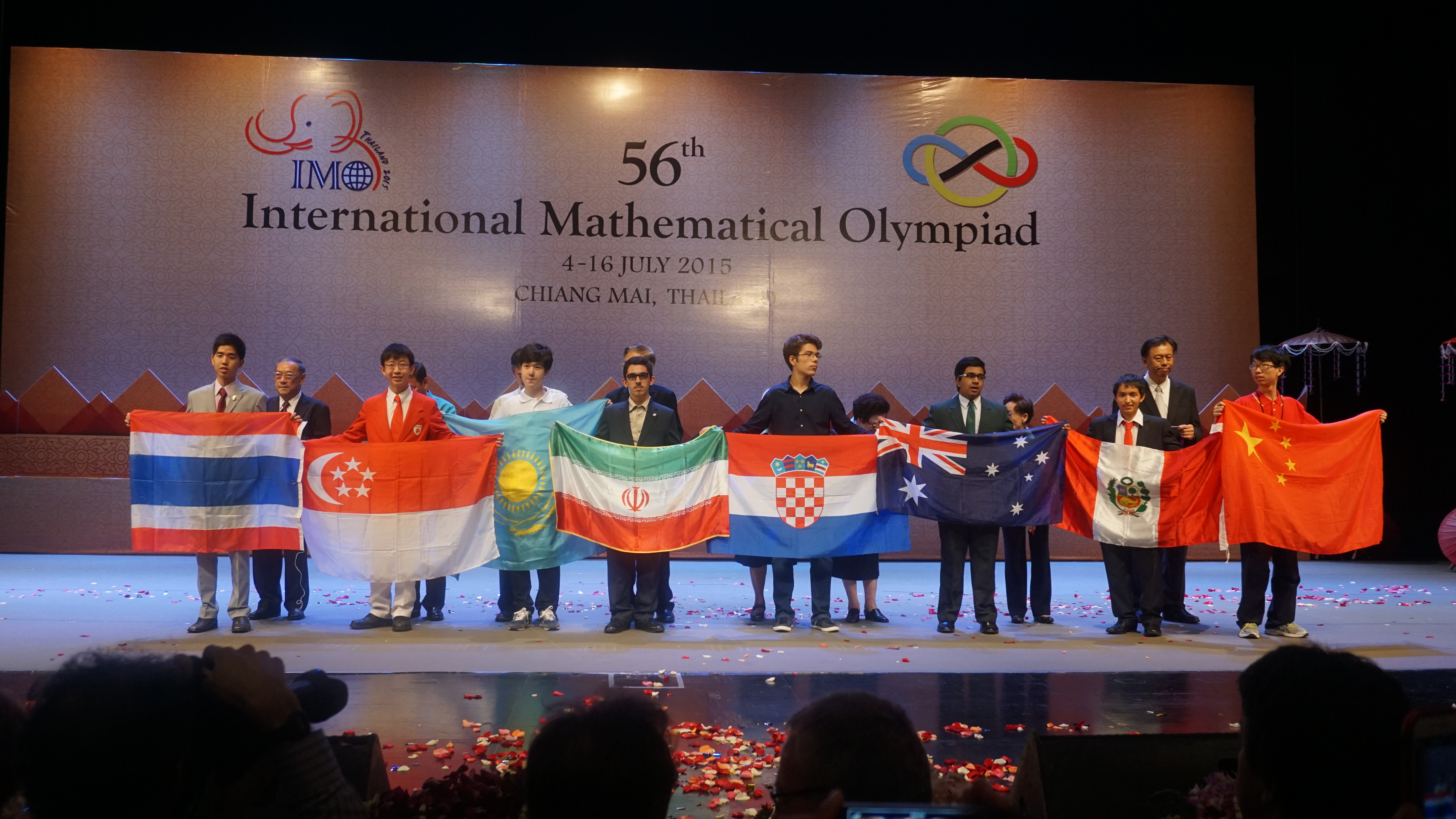
مراسم اختتامیه المپیاد ۲۰۱۵

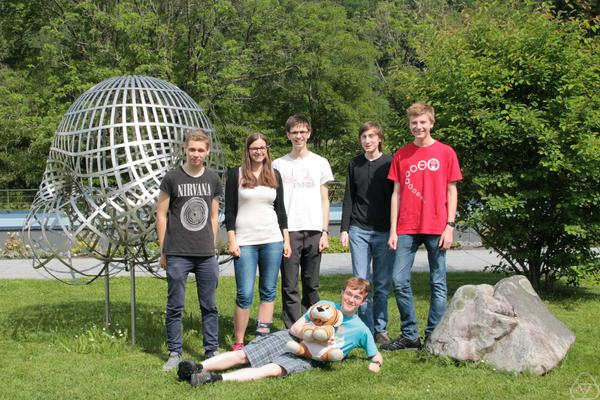
تیم آلمان در المپیاد ۲۰۱۶

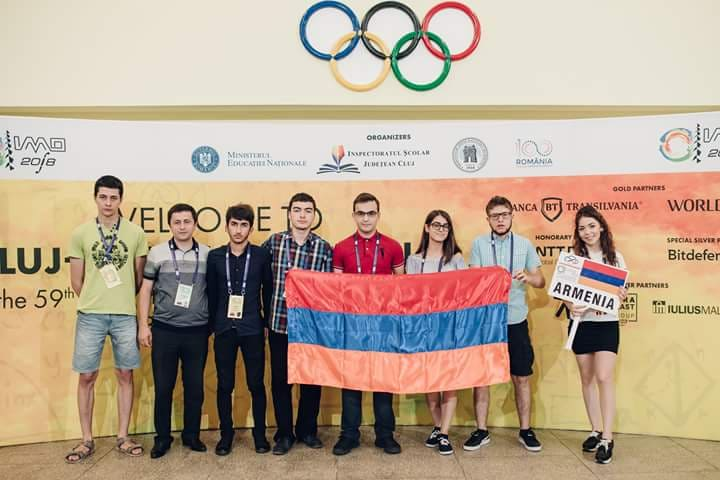
تیم ارمنستان در المپیاد ۲۰۱۸

| #  | میزبان                                                                                                 | سال  | زمان برگزاری            | کشور برنده جایگاه نخست                   | منبع           |
| -- | --- | ---- | ----------------------- | ---------------------------------------- | -------------- |
| ۱  | براشوو و بخارست                                                                                        | ۱۹۵۹ | ژوئن ۲۳ – ژوئیه ۳۱      | رومانی                                   | [ ۱۱ ]         |
| ۲  | سینایا                                                                                                 | ۱۹۶۰ | ژوئیه ۱۸ – ژوئیه ۲۵     | چکسلواکی                                 | [ ۱۱ ]         |
| ۳  | وسپرم                                                                                                  | ۱۹۶۱ | ژوئیه ۶ – ژوئیه ۱۶      | مجارستان                                 | [ ۱۱ ]         |
| ۴  | چسکه بودیوویتسه                                                                                        | ۱۹۶۲ | ژوئیه ۷ – ژوئن ۱۵       | مجارستان                                 | [ ۱۱ ]         |
| ۵  | ورشو و وروتسواف                                                                                        | ۱۹۶۳ | ژوئیه ۵ – ژوئن ۱۳       | اتحاد جماهیر شوروی                       | [ ۱۱ ]         |
| ۶  | مسکو                                                                                                   | ۱۹۶۴ | ژوئن ۳۰ – ژوئیه ۱۰      | اتحاد جماهیر شوروی                       | [ ۱۱ ]         |
| ۷  | برلین شرقی                                                                                             | ۱۹۶۵ | ژوئن ۱۳ – ژوئیه ۱۳      | اتحاد جماهیر شوروی                       | [ ۱۱ ]         |
| ۸  | صوفیه                                                                                                  | ۱۹۶۶ | ژوئیه ۳ – ژوئیه ۱۳      | اتحاد جماهیر شوروی                       | [ ۱۱ ]         |
| ۹  | ستینیه                                                                                                 | ۱۹۶۷ | ژوئیه ۷ – ژوئیه ۱۳      | اتحاد جماهیر شوروی                       | [ ۱۱ ]         |
| ۱۰ | مسکو                                                                                                   | ۱۹۶۸ | ژوئیه ۵ – ژوئیه ۱۸      | آلمان شرقی                               | [ ۱۱ ]         |
| ۱۱ | بخارست                                                                                                 | ۱۹۶۹ | ژوئیه ۵ – ژوئیه ۲۰      | مجارستان                                 | [ ۱۱ ]         |
| ۱۲ | کست‌هی                                                                                                  | ۱۹۷۰ | ژوئیه ۸ – ژوئیه ۲۲      | مجارستان                                 | [ ۱۱ ]         |
| ۱۳ | ژیلینا                                                                                                 | ۱۹۷۱ | ژوئیه ۱۰ – ژوئیه ۲۱     | مجارستان                                 | [ ۱۱ ]         |
| ۱۴ | تورون                                                                                                  | ۱۹۷۲ | ژوئیه ۵ – ژوئیه ۱۷      | اتحاد جماهیر شوروی                       | [ ۱۱ ]         |
| ۱۵ | مسکو                                                                                                   | ۱۹۷۳ | ژوئیه ۵ – ژوئیه ۱۶      | اتحاد جماهیر شوروی                       | [ ۱۱ ]         |
| ۱۶ | ارفورت و برلین شرقی                                                                                    | ۱۹۷۴ | ژوئیه ۴ – ژوئیه ۱۷      | اتحاد جماهیر شوروی                       | [ ۱۱ ]         |
| ۱۷ | بورگاس و صوفیه                                                                                         | ۱۹۷۵ | ژوئیه ۳ – ژوئیه ۱۶      | مجارستان                                 | [ ۱۱ ]         |
| ۱۸ | لیینتس                                                                                                 | ۱۹۷۶ | ژوئیه ۲ – ژوئیه ۲۱      | اتحاد جماهیر شوروی                       | [ ۱۱ ]         |
| ۱۹ | بلگراد                                                                                                 | ۱۹۷۷ | ژوئیه ۱ – ژوئیه ۱۳      | ایالات متحده آمریکا                      | [ ۱۱ ]         |
| ۲۰ | بخارست                                                                                                 | ۱۹۷۸ | ژوئیه ۳ – ژوئیه ۱۰      | رومانی                                   | [ ۱۱ ]         |
| ۲۱ | لندن                                                                                                   | ۱۹۷۹ | ژوئن ۳۰ – ژوئیه ۹       | اتحاد جماهیر شوروی                       | [ ۱۱ ]         |
|    | المپیاد ۱۹۸۰ قرار بود در مغولستان برگزار شود که لغو شد و به صورت دو رویداد غیررسمی در اروپا برگزار شد. |      |                         |                                          |                |
| ۲۲ | واشینگتن، دی.سی.                                                                                       | ۱۹۸۱ | ژوئیه ۸ – ژوئیه ۲۰      | ایالات متحده آمریکا                      | [ ۱۱ ]         |
| ۲۳ | بوداپست                                                                                                | ۱۹۸۲ | ژوئیه ۵ – ژوئیه ۱۴      | آلمان غربی                               | [ ۱۱ ]         |
| ۲۴ | پاریس                                                                                                  | ۱۹۸۳ | ژوئیه ۳ – ژوئیه ۱۲      | آلمان غربی                               | [ ۱۱ ]         |
| ۲۵ | پراگ                                                                                                   | ۱۹۸۴ | ژوئن ۲۹ – ژوئیه ۱۰      | اتحاد جماهیر شوروی                       | [ ۱۱ ]         |
| ۲۶ | یوئوتسا                                                                                                | ۱۹۸۵ | ژوئن ۲۹ – ژوئیه ۱۱      | رومانی                                   | [ ۱۱ ]         |
| ۲۷ | ورشو                                                                                                   | ۱۹۸۶ | ژوئیه ۴ – ژوئیه ۱۵      | اتحاد جماهیر شوروی · ایالات متحده آمریکا | [ ۱۱ ]         |
| ۲۸ | هاوانا                                                                                                 | ۱۹۸۷ | ژوئیه ۵ – ژوئیه ۱۶      | رومانی                                   | [ ۱۱ ]         |
| ۲۹ | سیدنی و کانبرا                                                                                         | ۱۹۸۸ | ژوئیه ۹ – ژوئیه ۲۱      | اتحاد جماهیر شوروی                       | [ ۱۱ ]         |
| ۳۰ | براونشوایگ                                                                                             | ۱۹۸۹ | ژوئیه ۱۳ – ژوئیه ۲۴     | چین                                      | [ ۱۱ ]         |
| ۳۱ | پکن | ۱۹۹۰ | ژوئیه ۸ – ژوئیه ۱۹      | چین                                      | [ ۱۱ ]         |
| ۳۲ | سیگتونا                                                                                                | ۱۹۹۱ | ژوئیه ۱۲ – ژوئیه ۲۳     | اتحاد جماهیر شوروی                       | [ ۱۱ ] [ n ۱ ] |
| ۳۳ | مسکو                                                                                                   | ۱۹۹۲ | ژوئیه ۱۰ – ژوئیه ۲۱     | چین                                      | [ ۱۱ ]         |
| ۳۴ | استانبول                                                                                               | ۱۹۹۳ | ژوئیه ۱۳ – ژوئیه ۲۴     | چین                                      | [ ۱۱ ]         |
| ۳۵ | هنگ کنگ بریتانیا                                                                                       | ۱۹۹۴ | ژوئیه ۸ – ژوئیه ۲۰      | ایالات متحده آمریکا                      | [ ۱۱ ]         |
| ۳۶ | تورنتو                                                                                                 | ۱۹۹۵ | ژوئیه ۱۳ – ژوئیه ۲۵     | چین                                      | [ ۱۳ ]         |
| ۳۷ | بمبئی                                                                                                  | ۱۹۹۶ | ژوئیه ۵ – ژوئیه ۱۷      | رومانی                                   | [ ۱۴ ]         |
| ۳۸ | مار دل پلاتا                                                                                           | ۱۹۹۷ | ژوئیه ۱۸ – ژوئیه ۳۱     | چین                                      | [ ۱۵ ]         |
| ۳۹ | تایپه                                                                                                  | ۱۹۹۸ | ژوئیه ۱۰ – ژوئیه ۲۱     | ایران                                    | [ ۱۶ ]         |
| ۴۰ | بخارست                                                                                                 | ۱۹۹۹ | ژوئیه ۱۰ – ژوئیه ۲۲     | چین · روسیه                              | [ ۱۷ ]         |
| ۴۱ | دائجون                                                                                                 | ۲۰۰۰ | ژوئیه ۱۳ – ژوئیه ۲۵     | چین                                      | [ ۱۸ ]         |
| ۴۲ | واشینگتن، دی.سی.                                                                                       | ۲۰۰۱ | ژوئیه ۱ – ژوئیه ۱۴      | چین                                      | [ ۱۹ ]         |
| ۴۳ | گلاسگو                                                                                                 | ۲۰۰۲ | ژوئیه ۱۹ – ژوئیه ۳۰     | چین                                      | [ ۲۰ ]         |
| ۴۴ | توکیو                                                                                                  | ۲۰۰۳ | ژوئیه ۷ – ژوئیه ۱۹      | بلغارستان                                | [ ۲۱ ]         |
| ۴۵ | آتن | ۲۰۰۴ | ژوئیه ۶ – ژوئیه ۱۸      | چین                                      | [ ۲۲ ]         |
| ۴۶ | مریدا، یوکاتان                                                                                         | ۲۰۰۵ | ژوئیه ۸ – ژوئیه ۱۹      | چین                                      | [ ۲۳ ]         |
| ۴۷ | لیوبلیانا                                                                                              | ۲۰۰۶ | ژوئیه ۶ – ژوئیه ۱۸      | چین                                      | [ ۲۴ ]         |
| ۴۸ | هانوی                                                                                                  | ۲۰۰۷ | ژوئیه ۱۹ – ژوئیه ۳۱     | روسیه                                    | [ ۲۵ ]         |
| ۴۹ | مادرید                                                                                                 | ۲۰۰۸ | ژوئیه ۱۰ – ژوئیه ۲۲     | چین                                      | [ ۲۶ ]         |
| ۵۰ | برمن                                                                                                   | ۲۰۰۹ | ژوئیه ۱۰ – ژوئیه ۲۲     | چین                                      | [ ۲۷ ]         |
| ۵۱ | آستانه                                                                                                 | ۲۰۱۰ | ژوئیه ۲ – ژوئیه ۱۴      | چین                                      | [ ۲۸ ]         |
| ۵۲ | آمستردام                                                                                               | ۲۰۱۱ | ژوئیه ۱۳ – ژوئیه ۲۴     | چین                                      | [ ۲۹ ]         |
| ۵۳ | مار دل پلاتا                                                                                           | ۲۰۱۲ | ژوئیه ۴ – ژوئیه ۱۶      | کره جنوبی                                | [ ۳۰ ]         |
| ۵۴ | سانتا مارتا                                                                                            | ۲۰۱۳ | ژوئیه ۱۸ – ژوئیه ۲۸     | چین                                      | [ ۳۱ ]         |
| ۵۵ | کیپ‌تاون                                                                                                | ۲۰۱۴ | ژوئیه ۳ – ژوئیه ۱۳      | چین                                      | [ ۳۲ ]         |
| ۵۶ | چیانگ‌مای                                                                                               | ۲۰۱۵ | ژوئیه ۴ – ژوئیه ۱۶      | ایالات متحده آمریکا                      | [ ۳۳ ]         |
| ۵۷ | هنگ کنگ                                                                                                | ۲۰۱۶ | ژوئیه ۶ – ژوئیه ۱۶      | ایالات متحده آمریکا                      | [ ۳۴ ]         |
| ۵۸ | ریو دو ژانیرو                                                                                          | ۲۰۱۷ | ژوئیه ۱۲ – ژوئیه ۲۳     | کره جنوبی                                | [ ۳۵ ]         |
| ۵۹ | کلوژ-نپوکا                                                                                             | ۲۰۱۸ | ژوئیه ۳ – ژوئیه ۱۴      | ایالات متحده آمریکا                      | [ ۳۶ ]         |
| ۶۰ | باث | ۲۰۱۹ | ژوئیه ۱۱ – ژوئیه ۲۲     | چین · ایالات متحده آمریکا                | [ ۳۷ ]         |
| ۶۱ | سن پترزبورگ (مجازی)                                                                                    | ۲۰۲۰ | سپتامبر ۱۹ - سپتامبر ۲۸ | چین                                      | [ ۳۸ ] [ ۳۹ ]  |
| ۶۲ | سن پترزبورگ (مجازی)                                                                                    | ۲۰۲۱ | ژوئیه ۷ – ژوئیه ۱۷      | چین                                      | [ ۴۰ ] [ ۴۱ ]  |
| ۶۳ | اسلو                                                                                                   | ۲۰۲۲ | ژوئیه ۶ – ژوئیه ۱۶      | چین                                      | [ ۴۲ ]         |
| ۶۴ | چیبا                                                                                                   | ۲۰۲۳ | ژوئیه ۲ – ژوئیه ۱۳      | چین                                      | [ ۴۳ ]         |
| ۶۵ | باث | ۲۰۲۴ | ژوئیه ۱۱ – ژوئیه ۲۲     | ایالات متحده آمریکا                      | [ ۴۴ ] [ n ۳ ] |
| ۶۶ | سان‌شاین کوست                                                                                           | ۲۰۲۵ | ژوئیه ۱۰ – ژوئیه ۲۰     | چین                                      | [ ۴۵ ]         |
| ۶۷ | شانگهای                                                                                                | ۲۰۲۶ | ژوئیه ۱۰ – ژوئیه ۲۰     | نامشخص                                   | [ ۴۶ ]         |
| ۶۸ | (نامشخص)                                                                                               | ۲۰۲۷ | نامشخص                  | نامشخص                                   | [ ۴۷ ]         |
| ۶۹ | (نامشخص)                                                                                               | ۲۰۲۸ | نامشخص                  | نامشخص                                   | [ ۴۸ ]         |

## یادداشت
1. ↑  سال ۱۹۹۱ آخرین حضور کشور روسیه با عنوان اتحاد جماهیر شوروی است.[۱۰]
2. ↑  در زمان برگزاری المپیاد، هنگ کنگ جزئی از جمهوری خلق چین نبوده‌است.
3. ↑  در ابتدا کشور اوکراین به عنوان میزبان مسابقات ۲۰۲۴ انتخاب شده بود. اما به دلیل درگیری‌های نظامی کنونی بین این کشور و روسیه، میزبانی مسابقات به باث داده شد، جایی که پیش‌تر مسابقات ۲۰۱۹ را میزبانی کرده بود. IMO 2024 بایگانی‌شده  در ۸ ژوئن ۲۰۲۲ توسط Wayback Machine

## کتابشناسی
- Olson, Steve (2004). Count Down. Houghton Miffln. ISBN 0-618-25141-3.
- Lord, Mary (July 23, 2001). "Michael Jordans of math – U.S. Student whizzes stun the cipher world". U.S. News & World Report. 131 (3): 26.